# Козерог (знак зодиака)

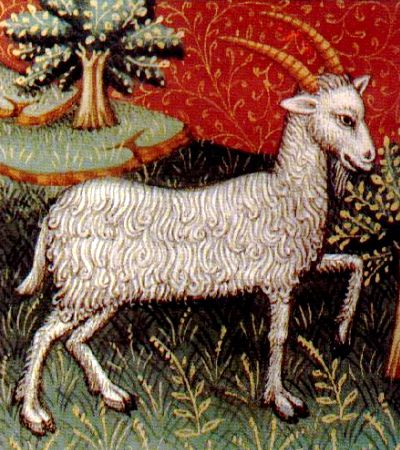
Козерог

Козеро́г (лат. Capricornus) — десятый знак зодиака, соответствующий сектору эклиптики от 270° до 300°, считая от точки весеннего равноденствия; кардинальный знак тригона Земля.
В западной астрологии считается, что Солнце находится в знаке Козерога с 21 декабря по 19 января. Не следует путать знак Козерога с созвездием Козерога, в котором Солнце находится с 18 января по 15 февраля.
По мнению астрологов, знаком Козерога управляет Сатурн, здесь в экзальтации Марс, в изгнании Луна и в падении Юпитер.

## Мифология
Морской козёл (англ. Sea goat) — водное мифическое существо — гибрид, описываемый как наполовину козёл, наполовину рыба.
Как художественные изображения созвездия Козерога так и его знак зодиака обычно рисовались в виде морского козла. Такая традиция восходит к Месопотамии бронзового века, вавилоняне использовали образ морского козла в качестве одного из символов бога Энки.
В древнегреческой мифологии морской козёл, образ которого был использован для обозначения знака зодиака, отождествляется с козой Амалфеей, которая вскормила молоком (также встречается вариант, что амброзией) младенца Зевса на острове Крит. В благодарность Зевс превратил кормилицу в созвездие (см. Катастеризм).
По другой версии, мифологическим аналогом Козерога является древнегреческое божество лесов и охоты Пан, спутник Диониса, родившийся с козлиными ногами, бородой и рогами. Пан помогал богам в битвах (в частности, помог Зевсу в борьбе с титанами), наводя «панический» страх на врагов. За помощь богам был превращён в созвездие.
Один из мифов повествует о том, как Пан едва не стал жертвой огнедышащего Тифона. Преследуемый Тифоном, Пан упал в воды Нила, в результате чего нижняя часть его туловища превратилась в рыбий хвост.

## Символы
Помимо стандартного изображения Козерога в виде козы/козла, другим распространенным изображением этого знака является «рыба-коза» (примеры см. в галерее) — коза с рыбьим хвостом.
Символ Козерога ♑ в Юникоде находится под десятичным номером 9809 или шестнадцатеричным номером 2651 и может быть введён в HTML-код как &#9809; или &#x2651;.

## Галерея

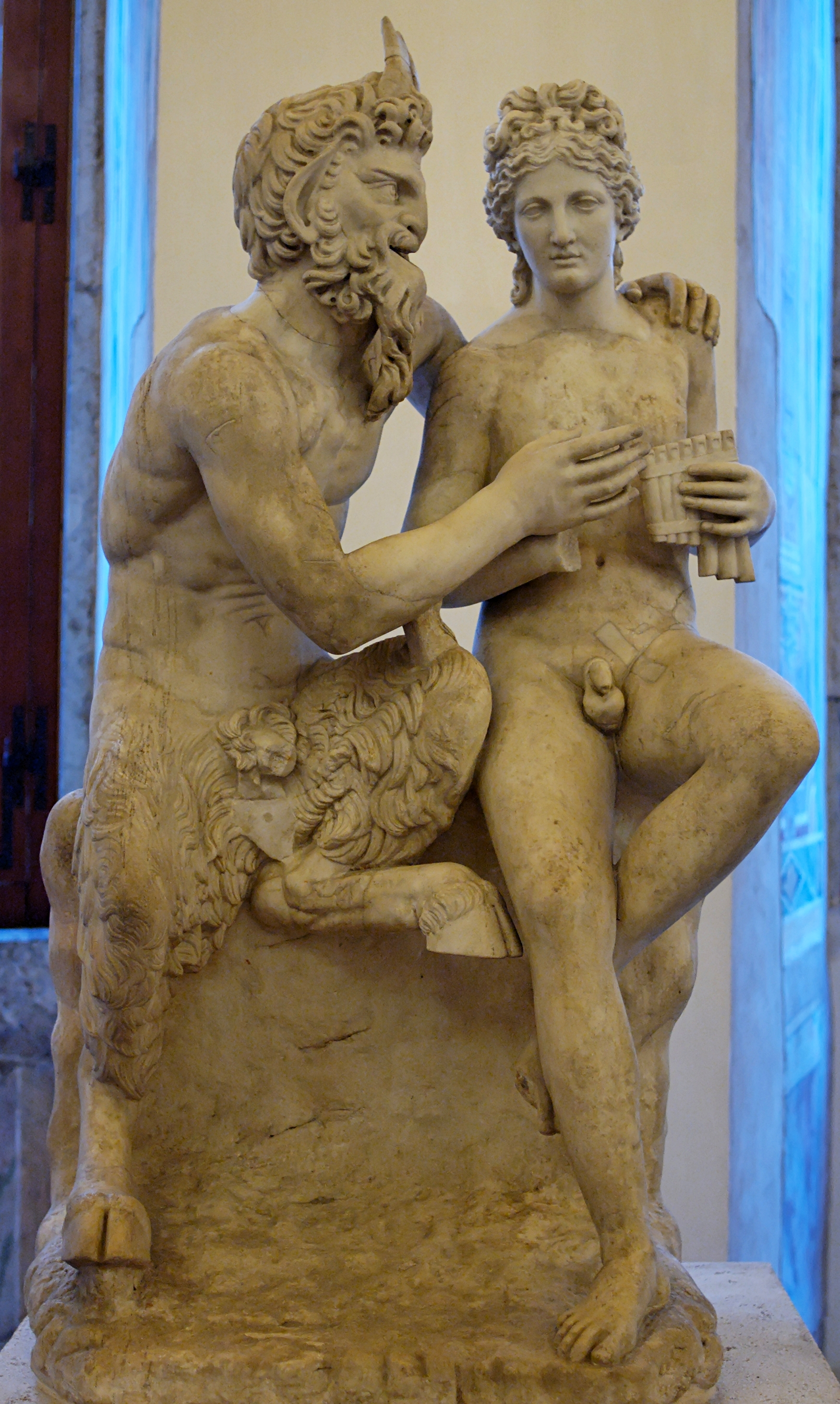
Пан и Дафнис
«Детство Зевса». Якоб Йорданс, 1640 год.
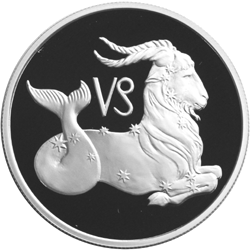
Российская монета «Козерог», 2002 год.
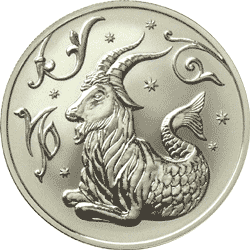
Российская монета «Козерог», 2005 год.
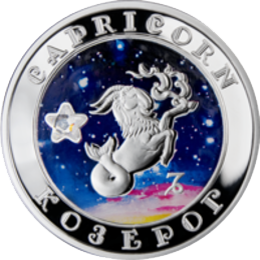
Армянская серебряная монета «Козерог»
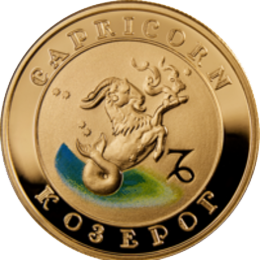
Армянская золотая монета «Козерог»